# Smoking/No Smoking
Smoking/No Smoking is een Franse filmkomedie uit 1993 onder regie van Alain Resnais. Het scenario is gebaseerd op het toneelstuk Intimate Exchanges (1983) van de Britse blijspelauteur Alan Ayckbourn.

## Verhaal
De films Smoking en No Smoking zijn twee versies van eenzelfde verhaal. In Smoking vindt een vrouw een pakje sigaretten en steekt een sigaret op. In No Smoking weerstaat de vrouw aan de verleiding om een sigaret te roken. Het verhaal speelt zich af in een dorpje in het Engelse graafschap Yorkshire. Verschillende personages worstelen er met zichzelf en met de wereld waar ze in leven.

## Rolverdeling
| Acteur        | Personage                                                          |
| ------------- | ------------------------------------------------------------------ |
| Sabine Azéma  | Celia Teasdale / Sylvie Bell / Irene Pridworthy / Rowena Coombes   |
| Pierre Arditi | Toby Teasdale / Miles Coombes / Lionel Hepplewick / Joe Hepplewick |
| Peter Hudson  | Verteller                                                          |